# Amblysomus septentrionalis
Amblysomus septentrionalis — вид ссавців родини златокротових (Chrysochloridae). Зустрічається в ПАР та Есватіні. Його природними середовищами існування є ліси, вологі савани, помірні чагарники та луки, субтропічні чи тропічні сухі низинні луки, орні землі, пасовища, плантації, сільські сади та міські території.

## Опис
Довжина голови-тулуба від 10,5 до 14,5 см, вага від 52 до 86 г. Статевий диморфізм яскраво виражений; у середньому більші самці. Крім того, є варіація клінального розміру щодо окремих популяцій з різним висотним розподілом. Як і у всіх златокротових, у нього немає видимих зовні вух і хвоста, а тіло має веретеноподібну форму. За забарвленням хутра вид подібний до Amblysomus hottentotus. Він темно-червонувато-коричневий на спині, але стає більш світлим червонувато-коричневим на боках. Черево від блідо-коричневого до оранжевого. Довгі волоски мають жовтувату основу, але вони темно-сірі біля кінчика. Кінцівки й кігті міцні.

## Спосіб життя
Спосіб життя мало досліджений. Тварини ведуть одиночний спосіб життя, крім цього нічого не відомо про їх соціальну поведінку. З їхніми потужними кігтями на передніх лапах вони можуть рити важчий ґрунт, ніж інші златокроти. Глибші тунелі, які проходять на глибині від 10 до 50 см під поверхнею, з’єднують окремі житлові кімнати, вкриті травою. Основна активність відбувається вночі і закінчується незабаром після сходу сонця. Тварини проводять день у заціпенінні, яке триває до обіду. На зиму вони відходять у нижні коридори.